# Cabeceiras de Basto (freguesia)
Cabeceiras de Basto is een plaats (freguesia) in de Portugese gemeente Cabeceiras de Basto en telt 868 inwoners (2001).